# Ахајски рат
Ахајски рат представља устанак Ахајског савеза против римске власти 146. године п. н. е. Римљани су угушили устанак након чега је савез распуштен.

## Рат
Ахајски савез сматрао је да је дошао час да се подигне устанак против Римљана. Чинило се да све иде у прилог томе; Римљани су се спремали да покрену Трећи пунски рат, у Шпанији избија побуна, а Андриск је предводио устанике у Македонији. За повод је послужио сукоб савеза и Спарте. Спартанска војска потпуно је поражена. Римљанима је то био довољан разлог да савезу објаве рат и раскрсте са размирицама које су им отежавале вођење политике у Грчкој. Изасланици су сазвали ванредан састанак у Коринту где је одлучено да Сенат треба издвојити Спарту, Аргос и Орхомен из Савеза.
Метел улази у Тесалију и наноси пораз ахајској војсци код Термопила. Потом опседа Коринт. Године 146. п. н. е. смењен је Луцијем Мумијем који без проблема осваја Коринт. Тада је овај славан град изложен пљачки и разарању Римљана. Тиме је рат завршен. Ахајски савез је распуштен, али Грчка ипак није постала римска провинција. Централна управа препуштена је македонском владару док је управљање локалним пословима припало домаћим магистратима.